# Pleurobema perovatum
Pleurobema perovatum är en musselart som först beskrevs av Conrad 1834.  Pleurobema perovatum ingår i släktet Pleurobema och familjen målarmusslor. IUCN kategoriserar arten globalt som utdöd. Inga underarter finns listade i Catalogue of Life.